# Joseph Lancaster

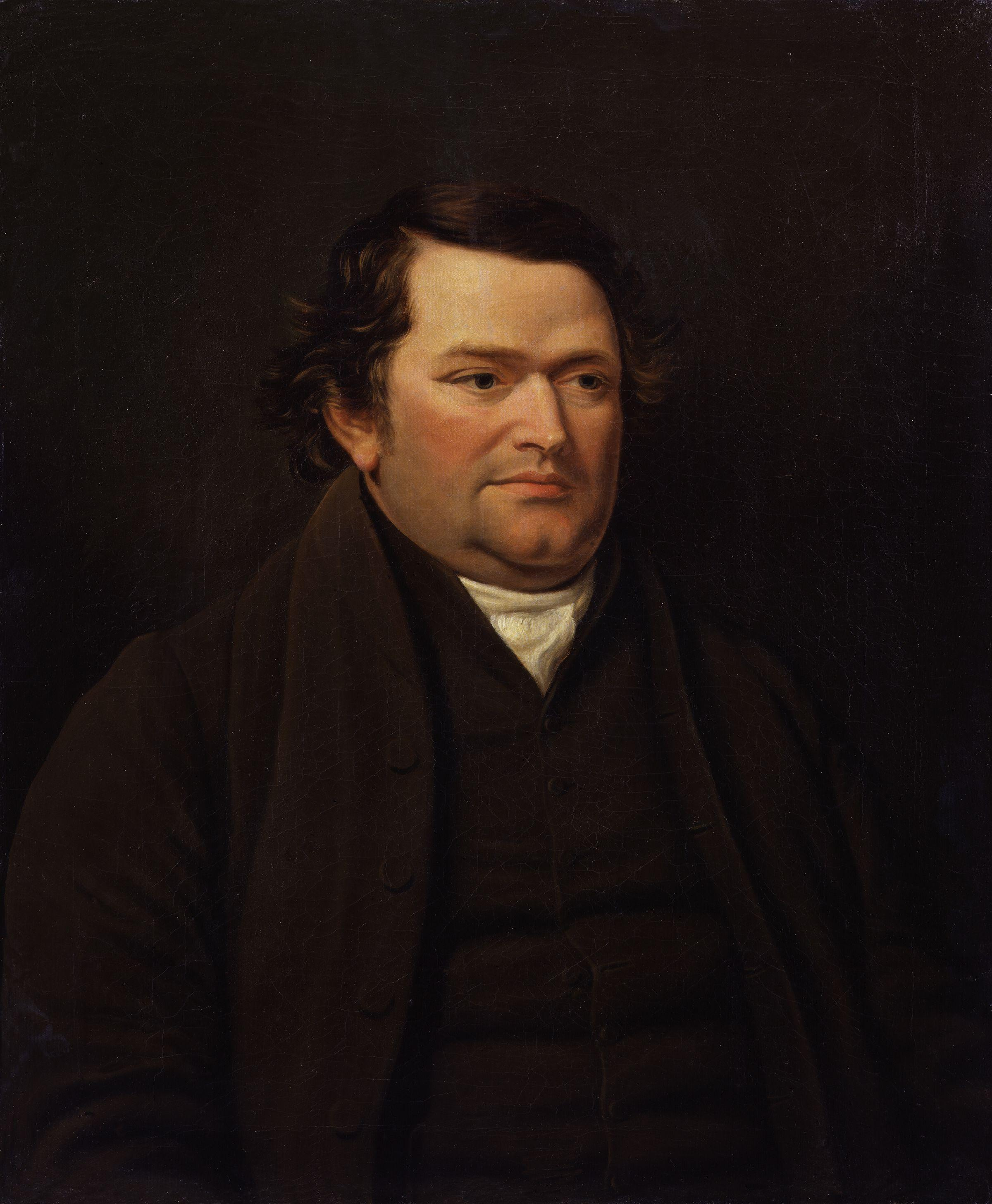
Joseph Lancaster, John Hazlitt, circa 1818

Lancaster-Schule

Joseph Lancaster (* 25. November 1778 in London; † 23. Oktober 1838 in New York) war ein englischer Pädagoge. 
Der als Sohn eines Schuhmachers geborene Lancaster hatte als Kind religiöse Visionen. Mit 14 Jahren verließ er sein Elternhaus und ging nach Bristol, um eine Überfahrtgelegenheit nach Westindien zu finden und dort den „armen Schwarzen Gottes Wort zu verkünden“. Lancaster fand in der Stadt Arbeit und schloss sich dort der Gesellschaft der Freunde (Quäker) an. Mit 20 Jahren kehrte er nach London zurück und eröffnete dort in der Borough Road im Armenviertel Southwark eine Grundschule. Um Lehrer einzusparen, nutzte er ältere Schüler, um jüngere Schüler zu betreuen. Eine Klasse umfasste Schüler aller Jahrgangsstufen. Auf Grund seiner religiösen Überzeugung verzichtete er auf körperliche Züchtigung für Schüler. 
Dennoch war Disziplin ein wichtiger Aspekt in der Erziehung. Kinder wurden dazu in Käfige gesperrt oder mussten Säcke überstülpen. Seine Schule wurde sehr populär und wuchs auf über 1000 Schüler an. Dennoch war Lancaster häufig in finanziellen Schwierigkeiten. Die Unterstützung wohlhabender Gönner, die die Finanzierung der Schule sicherstellten, ermöglichte es ihm, sich auf Vortragsreisen der Verbreitung seiner Ideen zu widmen. Nach Streit mit seinen Gönnern scheiterte er bei einer Schulgründung mit einem Bankrott in dem Londoner Vorort Tooting. 
Daraufhin verließ er England und begab sich in die Vereinigten Staaten. Auch dort versuchte er sich mit Schulgründungen, die jedoch finanziell wenig erfolgreich waren. Reisen führten ihn nach Venezuela und Kanada. Am 23. Oktober 1838 erlitt er in New York einen Unfall. Von einem Wagen überfahren, erlag er seinen Verletzungen.
Die Ideen von Lancaster hatten einen nicht unbedeutenden Einfluss auf die Pädagogik des 19. und 20. Jahrhunderts und die sogenannte Lancasterschule lebte in Deutschlands in den einklassigen Dorfschulen noch über die Mitte des 20. Jahrhunderts fort. 
| Personendaten    | Personendaten       |
| ---------------- | ------------------- |
| NAME             | Lancaster, Joseph   |
| KURZBESCHREIBUNG | englischer Pädagoge |
| GEBURTSDATUM     | 25. November 1778   |
| GEBURTSORT       | London              |
| STERBEDATUM      | 23. Oktober 1838    |
| STERBEORT        | New York            |